# Guarionex

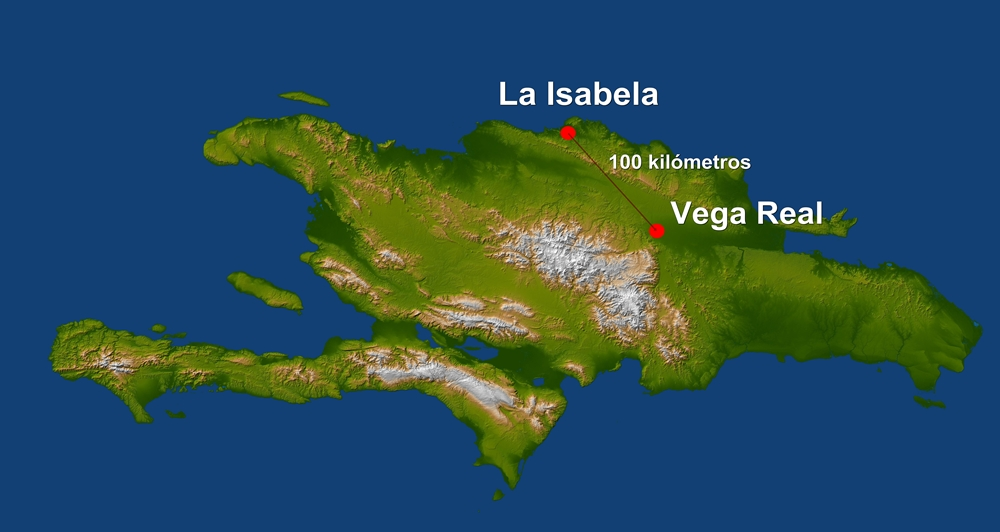
Ubicació de Vega Real en l'illa de Santo Domingo

Guarionex fou un cacic indi de l'illa Española o de Santo Domingo, cap de la zona a què Cristòfor Colom donà el nom de Vega Real.
Quan el navegant genovès visità els seus Estats el 1494, fou favorablement acollit per Guarionex, amb qui entaulà amistat. Després, la conducta de Pedro Marguerite, que penetrà en aquell territori, ocasionà una revolta contra els espanyols, diversos dels quals foren assassinats, però Colom aconseguí apaivagar el cacic, el qual li va permetre erigir un fort en el centre del territori, amb la qual cosa aquest aviat restà dominat.
Guarionex restà a punt de convertir-se al catolicisme, malgrat les censures de què era objecte per part dels altres cacics, quan a conseqüència d'una greu qüestió que tingué amb un espanyol, desistí de la seva primera intenció. Després, alguns individus de la tribu que havien destruït les imatges, foren condemnats a mort, la qual cosa irrità de tal forma el cacic, que no vacil·là a unir-se als altres per a revoltar-se contra els espanyols, però aquests descobriren els plans dels indígenes, castigant severament a diversos caps principals, però perdonant, en canvi, a Guarionex el qual agraït, tornà a acatar l'autoritat dels conqueridors.
Malgrat tot, els abusos d'alguns d'ells promogueren una nova revolució, a la qual s'uní Guarionex; fracassà a causa de la malaptesa d'un sentinella indi i el cacic es refugià en les muntanyes amb la seva família fins que, fet presoner, se'l tancà en una fortalesa i el 1502 se l'envià a Espanya, però el vaixell naufragà i s'ofegaren tots els que hi anaven. Guarionex és l'heroi de moltes llegendes i tradicions.
Amb el final de Guarionex i el cacic coetani seu, Mayobanex, acabà la existència dels dos últims importants cacics d'aquella zona, regió que ja no els pertanyeria mai més ni a ells ni a la seva gent.